# Beyond Recall (album)
Beyond Recall è un album in studio del compositore tedesco Klaus Schulze pubblicato nel 1991.

## Il disco
Ventitreesima uscita dell'artista tedesco, Beyond Recall ripete la formula dei precedenti e più apprezzati Miditerranean Pads (1990) e The Dresden Performance (1990), caratterizzati da un "magma inquietante di suoni in continuo movimento". L'artista ha dichiarato di essersi divertito nella realizzazione dell'album e ha consigliato i fan a "condividere il divertimento" (sic).

## Accoglienza
Sebbene Piero Scaruffi abbia assegnato a Beyond Recall un voto pari a 4 su 10, AllMusic dà all'album un voto pari a 3 stelle su 5 affermando che le cinque tracce contenute nell'album "hanno una loro integrità tematica". Lo stesso sito di recensioni dichiara che il disco piacerà agli appassionati di Edgar Froese, Christopher Franke, Steve Jolliffe, Johannes Schmoelling e Paul Haslinger.

## Tracce
Tutti i brani sono stati composti da Klaus Schulze.
1. Gringo Nero – 26:54
2. Trancess – 12:50
3. Brave Old Sequence – 11:02
4. The Big Fall – 11:35
5. Airlights – 14:32